# Leo Giunchi
Leonard „Leo” Giunchi (ur. 17 stycznia 1896 w Rzymie, zm. 18 marca 1967 tamże) – włoski bokser wagi lekkiej, olimpijczyk.
Reprezentował Włochy w boksie na Letnich Igrzyskach Olimpijskich 1920, które odbyły się w Antwerpii, zajmując 9. miejsce.